# Baranki

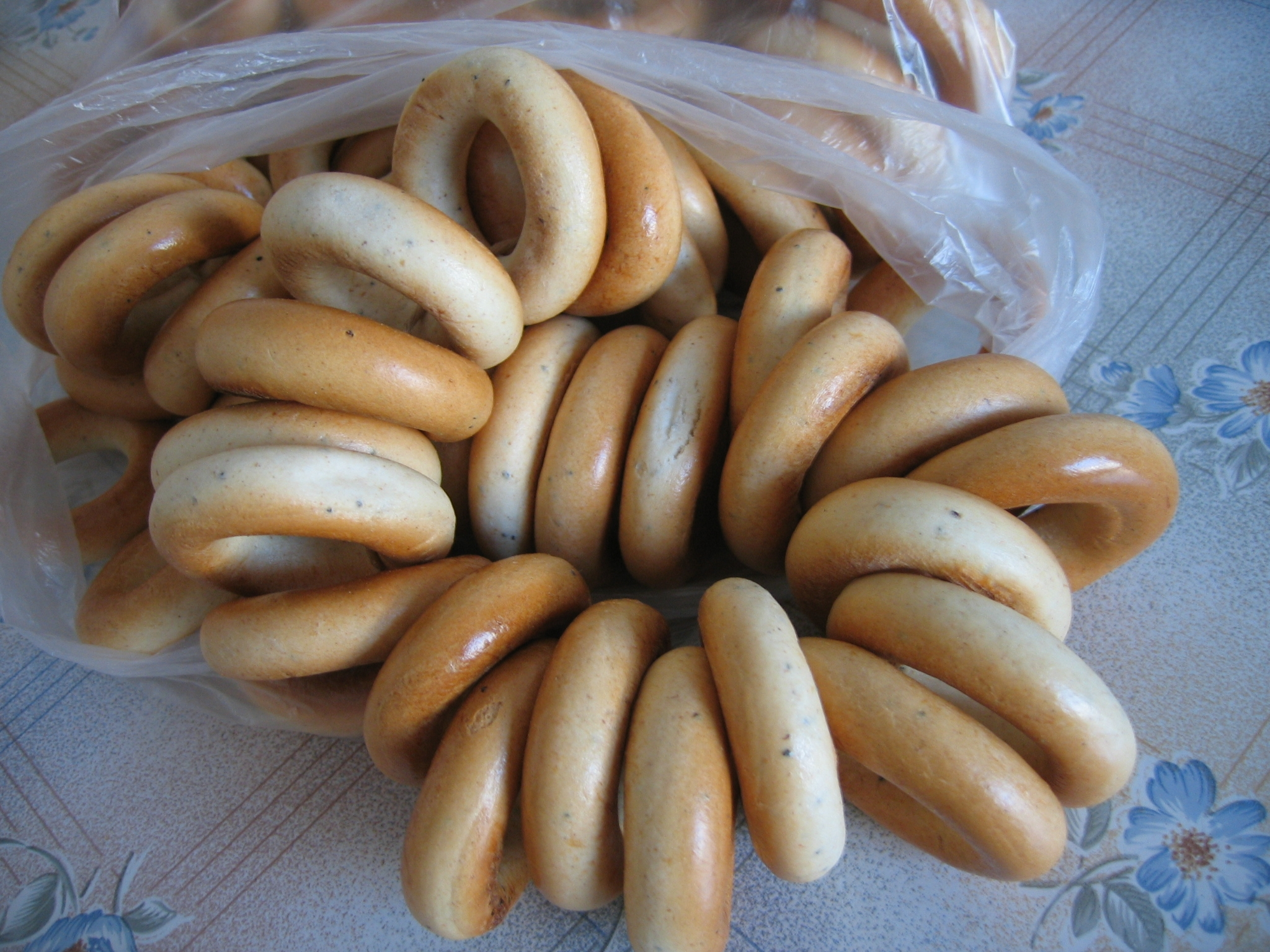
Baranki

Baranki (russisch баранки) ist ein russisches Gebäck.
Suschki ist eine kleinere, oft ovalförmige Version. 
Die hartgebackenen Kringel von etwa 4 bis 12 cm Durchmesser sind manchmal mit Mohn oder Sesamsamen umhüllt. Baranki schmecken leicht süßlich, es gibt auch Varianten mit Vanille oder Nussmehl. Neben Lebkuchen (die in Russland auch als Prjaniki bekannt sind) sind Baranki das traditionelle Gebäck zum Tee. Suschki sind 3 bis 5 cm im Durchmesser mit relativ dünneren Rändern.